# 園田FCスプリント
園田FCスプリント（そのだ・エフシー・スプリント）とは、兵庫県競馬組合が園田競馬場ダート820mで施行する地方競馬の重賞競走である。産業経済新聞社のスポーツ紙・サンケイスポーツが冠スポンサーとなっており、正式名称は「サンケイスポーツ賞園田FCスプリント」である。

## 概要
2010年まで開催された短距離の地域交流重賞「園田フレンドリーカップ」を発展解消してスタートした。FCはこの「園田フレンドリー・カップ」の名残りとして付けられたものである。
2023年までは、地方競馬の超短距離重賞（1000メートル以下）で行われる競走を集中的に開催する「地方競馬スーパースプリントシリーズ」のうち近畿（兵庫）・四国（高知）地区所属馬のトライアル（予選）として行われており、優勝馬にはこのシリーズの決勝戦にあたる「習志野きらっとスプリント」（7月、船橋競馬場）に進出する権利が与えられていた。
初回の2011年は近畿・中国・四国地区が対象だったが、2011年に九州地区のトライアルとして施行された「九州むしゃんよかスプリント」（荒尾競馬場）が同競馬場の廃止に伴い廃止、2012年からは九州地区（佐賀）所属馬のトライアルが園田FCスプリントに統合されることとなり、九州地区所属馬も出走可能となった。さらに2013年3月に福山競馬場が廃止、中国地方に競馬場が存在しなくなったため、2013年以降は条件から「中国地区」という文言は消滅した。2019年の「佐賀がばいダッシュ」（佐賀競馬場）の新設に伴い九州地区が対象外となり、同年から2023年までは近畿・四国地区交流として行われたが、2024年からは地方競馬スーパースプリントシリーズの終了に伴い佐賀がばいダッシュが廃止されたため、再び九州地区が交流範囲に加わり、近畿・四国・九州交流の条件となっている。

### 条件・賞金等（2024年)
出走条件
サラブレッド系3歳以上、近畿・四国（高知）、九州（佐賀）所属。他地区所属馬の出走枠は5頭以下と定められている。
- 兵庫所属馬はクラス・自場収得賞金順で、3歳馬は重賞1勝をA2、重賞2勝をA1クラス換算。

負担重量
定量、3歳54kg、4歳以上57kg、牝馬2kg減。
賞金額
1着700万円、2着245万円、3着140万円、4着105万円、5着70万円。

### トライアル競走
2024年現在本競走の優先出走権が得られる競走は実施されておらず、兵庫では本競走の1ヶ月程度前に施行される古馬A1・A2・B1クラスの混合特別戦（園田ダ820m）などが前哨戦となっている。
他地区においては、福山所属馬（2012年まで）は『福山「ぶちはやぁ」スプリント』（福山ダ800m）の1着馬に本競走への優先出走権が与えられていた。

## 歴代優勝馬
| 回数   | 施行日        | 優勝馬             | 性齢 | 所属 | 馬場 | タイム      | 優勝騎手   | 管理調教師 | 馬主               | 1着賞金 |
| ------ | ------------- | ------------------ | ---- | ---- | ---- | ----------- | ---------- | ---------- | ------------------ | ------- |
| 第1回  | 2011年6月23日 | ミナミノヒリュウ   | 牡5  | 西脇 | 良   | R48.4       | 板野央     | 山元博徳   | 鹽田久義           | 300万円 |
| 第2回  | 2012年6月21日 | エイシンマロニエ   | 牡5  | 園田 | 良   | R48.1       | 川原正一   | 橋本忠男   | 平井豊光           | 250万円 |
| 第3回  | 2013年6月20日 | エプソムアーロン   | 牡9  | 高知 | 不良 | 48.2        | 下原理     | 雑賀正光   | 宮崎冴子           | 250万円 |
| 第4回  | 2014年6月19日 | エスワンプリンス   | 牡5  | 佐賀 | 良   | 48.7        | 鮫島克也   | 手島勝利   | 滿岡洋子           | 250万円 |
| 第5回  | 2015年6月18日 | サクラシャイニー   | 牡9  | 高知 | 稍重 | 49.0        | 赤岡修次   | 田中守     | 須田靖之           | 250万円 |
| 第6回  | 2016年6月30日 | ランドクイーン     | 牝6  | 西脇 | 重   | 48.2        | 下原理     | 盛本信春   | 山口敦広           | 300万円 |
| 第7回  | 2017年6月29日 | マルトクスパート   | 牡7  | 園田 | 稍重 | 48.8        | 田中学     | 田中範雄   | 高浦光子           | 350万円 |
| 第8回  | 2018年6月21日 | カイロス           | 牡8  | 高知 | 不良 | 48.6 (同着) | 佐原秀泰   | 那俄性哲也 | （有）アシスタント | 350万円 |
| 第8回  | 2018年6月21日 | エイシンテキサス   | 牡8  | 佐賀 | 不良 | 48.6 (同着) | 竹吉徹     | 東眞市     | 廣松金次           | 350万円 |
| 第9回  | 2019年6月20日 | タガノカピート     | 牝5  | 園田 | 良   | 48.7        | 下原理     | 新子雅司   | 八木良司           | 500万円 |
| 第10回 | 2020年6月25日 | エイシンエンジョイ | 牡5  | 西脇 | 良   | 49.2        | 下原理     | 橋本忠明   | 平井克彦           | 500万円 |
| 第11回 | 2021年6月24日 | ダノングッド       | 牡9  | 高知 | 良   | 48.5        | 畑中信司   | 別府真司   | 組）志士十二組合   | 500万円 |
| 第12回 | 2022年6月23日 | ダノングッド       | 牡10 | 高知 | 稍   | 48.9        | 多田羅誠也 | 別府真司   | 組）志士十二組合   | 500万円 |
| 第13回 | 2023年6月22日 | メイプルシスター   | 牝4  | 西脇 | 不   | 49.3        | 永井孝典   | 大山寿文   | 節英司             | 700万円 |
| 第14回 | 2024年6月13日 | オールスマート     | 牡8  | 佐賀 | 良   | 48.9        | 山下裕貴   | 鮫島克也   | 蔀英二             | 700万円 |
| 第15回 | 2025年6月19日 | ユアマイドリーム   | 牝3  | 高知 | 良   | 49.0        | 吉原寛人   | 工藤真司   | 橋本浩             | 700万円 |

※Rはコースレコードを示す。